# André-Antoine Ravrio
André-Antoine Ravrio, né le 23 octobre 1759 à Paris et mort dans la même ville le 4 décembre 1814, est un sculpteur, bronzier, doreur, auteur-compositeur, chansonnier et goguettier français.
Il est l'auteur de nombreux bronzes, poèmes, chansons et quelques vaudevilles.

## Biographie
Habile fondeur, le père d'André-Antoine Ravrio était généralement estimé par sa droiture et ses talents, et sa mère, appartenait à la famille Riesener, avantageusement connue dans les arts industriels et libéraux.
Reçu maître fondeur en 1777, Ravrio s'installe à son compte en 1790. Il devient célèbre en fournissant des bronzes d'ameublement pour une clientèle prestigieuse, notamment l'empereur Napoléon Ier.
Aux côtés de Talma, Carle Vernet, Firmin Didot, Désaugiers, Cicéri, il participe aux activités de la Société de la Goguette.
En 1805, il publie une chanson : La Rue des Bons-Enfants, qui fait allusion à une société bachique dont il est membre et qui paraît être celle de la Goguette. Il a également composé une autre chanson intitulée La Goguette, qui témoigne de l'esprit joyeux qui anime cette société.
Le sculpteur Louis-Alexandre Romagnesi s'est vu commander plusieurs ouvrages par la maison Ravrio. Les ornements de la tombe du fondeur lui sont dus.
Ravrio, après avoir dessiné et modelé à l'Académie, s’est formé à la pratique de son art et la perfection de ses ouvrages, et a étendu sa réputation dans toute l'Europe. Ses connaissances variées, ses qualités personnelles favorisèrent beaucoup ses relations commerciales, et le firent agréer dans plusieurs sociétés littéraires et de bienfaisance.
Il a fait jouer plusieurs vaudevilles qui ont eu du succès, et a publié pour ses amis deux volumes de poésies fugitives pleines de facilité, de sentiment et d'esprit.
Il fonde un prix de 3 000 francs pour la découverte d'un moyen de prévention des dangers de l'emploi du mercure dans la profession de doreur sur métaux. Le savant Jean-Pierre-Joseph d'Arcet, qui a remporté le prix, a fait de l'heureux résultat de ses recherches à d'autres professions aussi dangereuses pour ceux qui les exercent, que l'était auparavant celle de bronzier-doreur.
Il est enterré à Paris au cimetière du Père-Lachaise (division 10),, à Paris.
Son cousin le peintre Henri-François Riesener a peint son portrait, aujourd'hui conservé à Paris au musée du Louvre.

## Publications
- Mes délassemens, ou Recueil de chansons et autres pièces fugitives composées pour mes amis, Impr. de Ballard, 1805.

Œuvres d'André-Antoine Ravrio
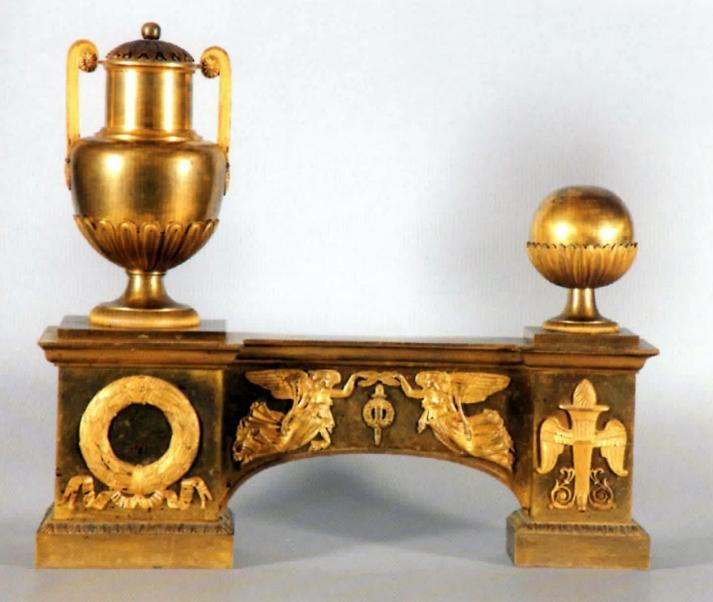
Feu (vers 1808-1810), bronze doré, Paris, Mobilier national.
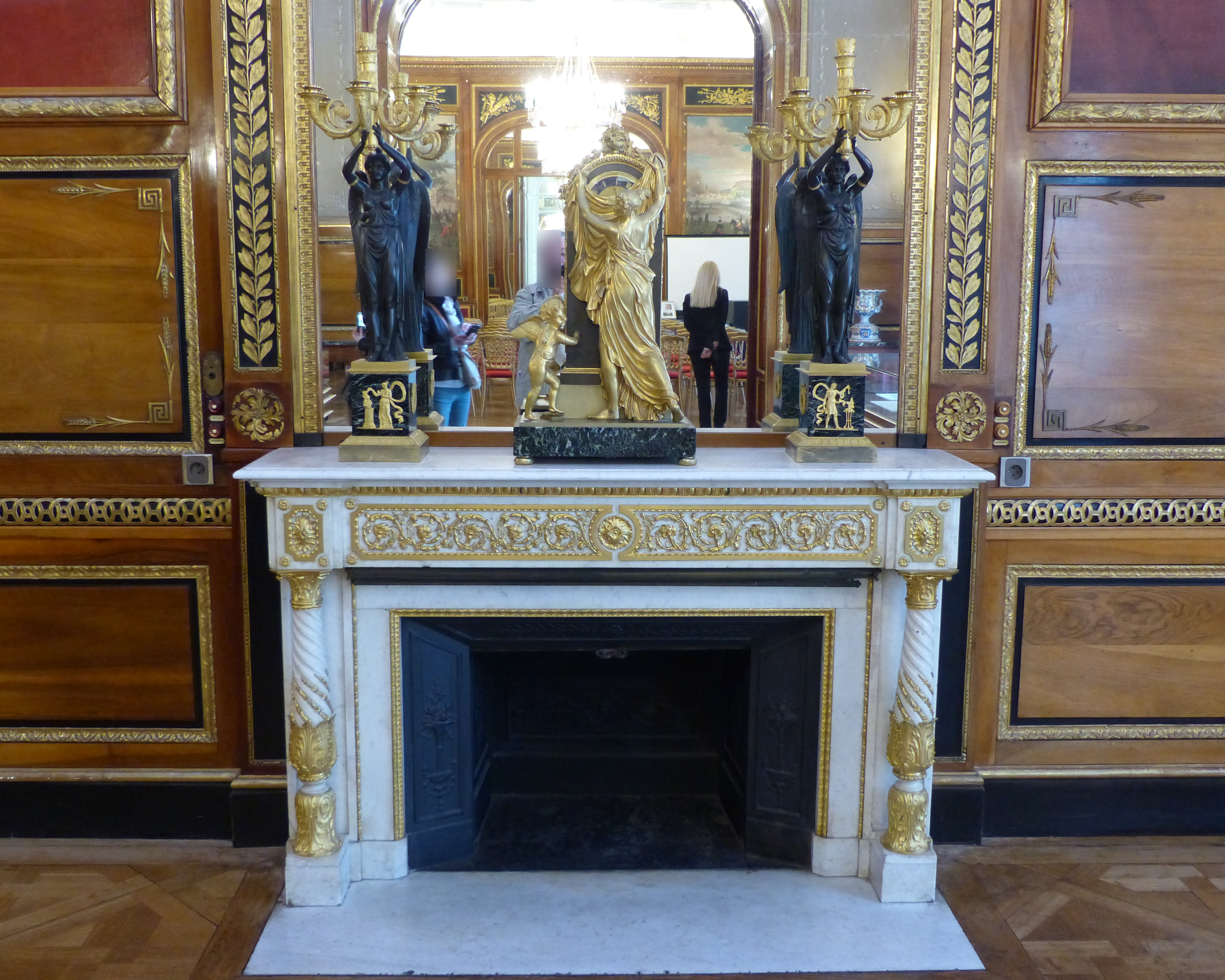
Pendule L'Amour couvrant les heures, Nice, musée Masséna[7].
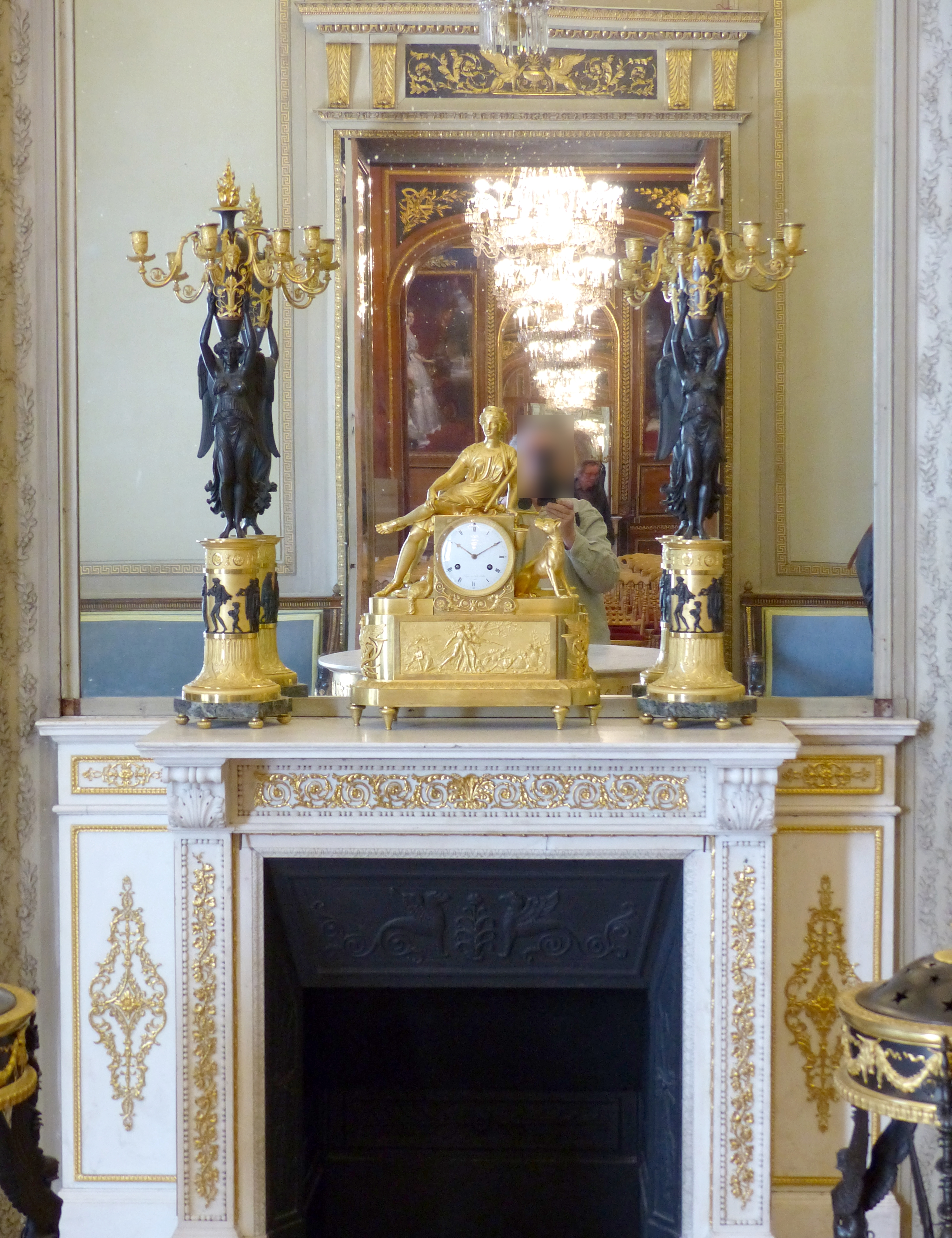
Pendule Diane chasseresse, Nice, musée Masséna.